# Firth of Forth

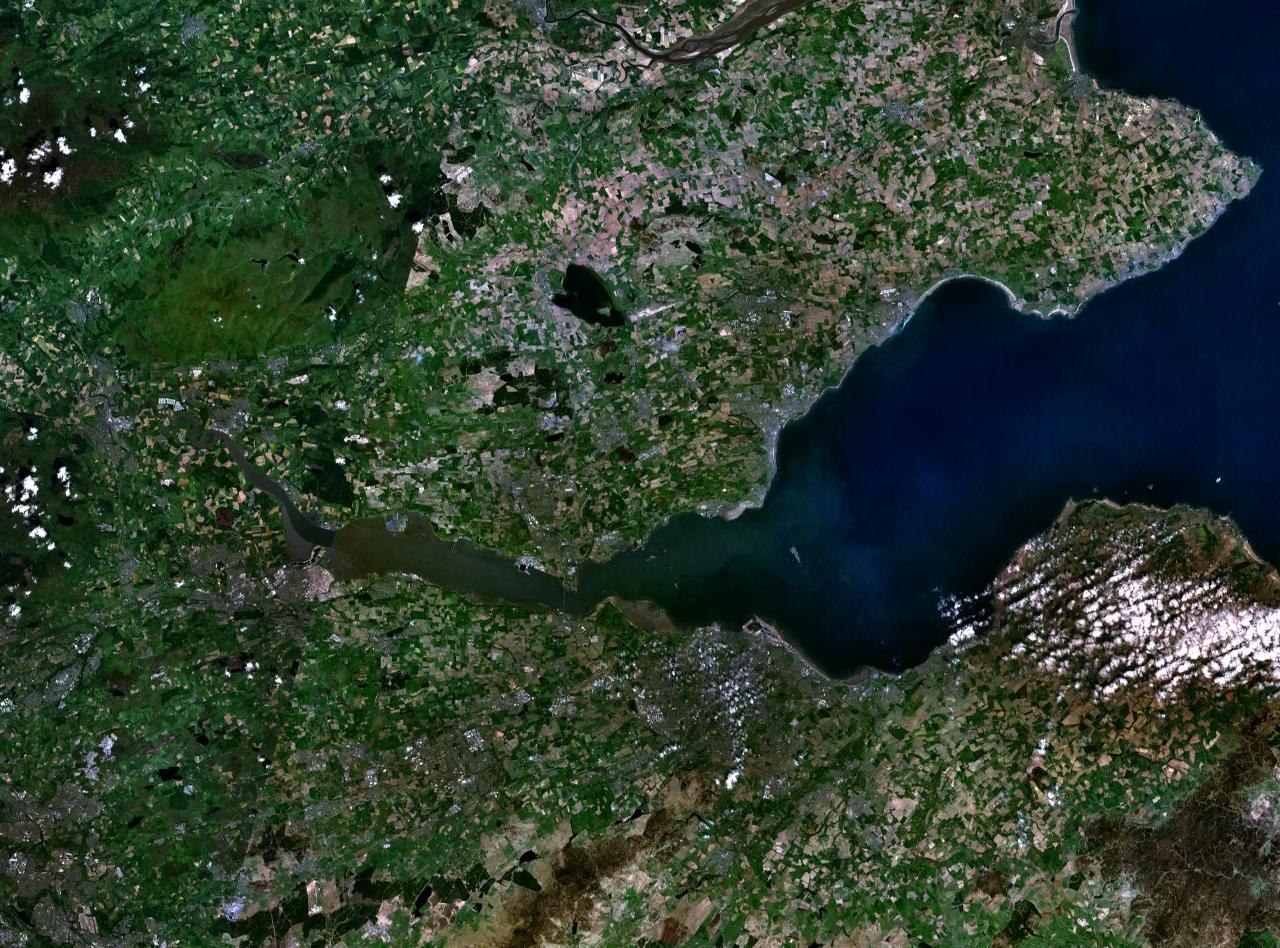
Firth of Forth

Firth of Forth (gal.: Abhainn Dhubh) este un fiord de pe coasta de est a Scoției și în același timp gura de vărsare a râului Forth în Marea Nordului. Din punct de vedere geologic fiordul s-a format în ultima perioadă de glaciațiune a ghețarului Forth. În nordul fiordului se află regiunea Fife,  la sud regiunile East Lothian și West Lothian, ca și orașul Edinburgh. Pe ambele maluri ale fiordului se găsesc localități numeroase care au o industrie petrochimică dezvoltată.
Printre acestea se pot aminti: Grangemouth, portul Leith, Rosyth, Forth Bridgehead, Kirkcaldy, Bo'ness și Leven. Fiordul este traversat de podulurile Forth Road Bridge și Forth Bridge. În partea interioară între Kincardine și poduri, fiordul este umplut  cu pământ și resturi provenite din industrie, zonă care este în parte utilizată în scopuri agricole. Cu toate că fiordul se află într-o regiune industrială, s-au luat măsuri de protecție a naturii. Aici fiind locul unde cuibăresc ca. 90.000 de păsări acvatice, pe insula Isle of May se află un post de observare a păsărilor.

## Insule

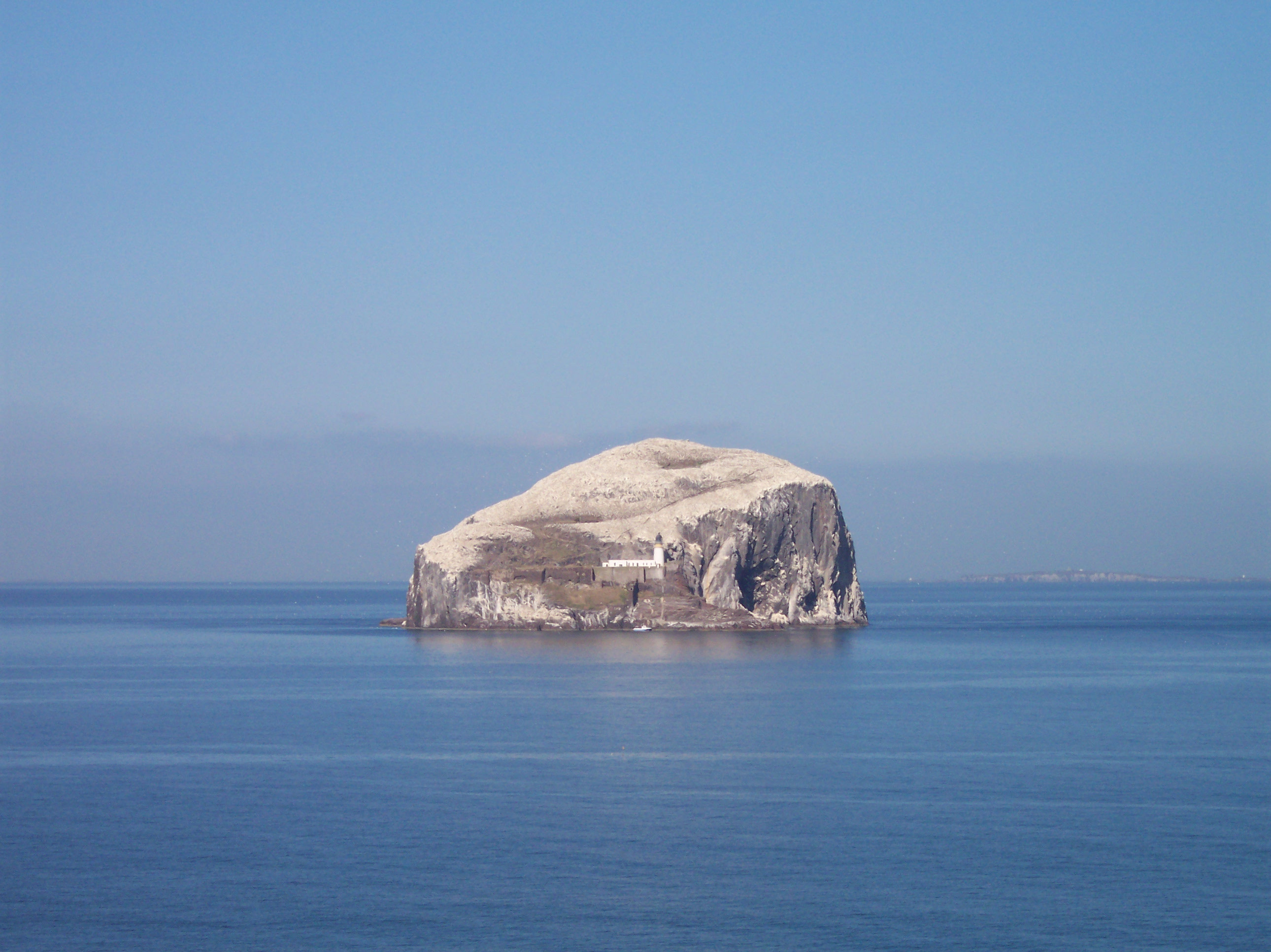
Insula Bass Rock cu farul

- Bass Rock
- Craigleith
- Cramond
- Eyebroughy
- Fidra
- Inchcolm
- Inchgarvie
- Inchkeith
- Inchmickery
- Isle of May
- The Lamb

## Localități

### Malul de nord

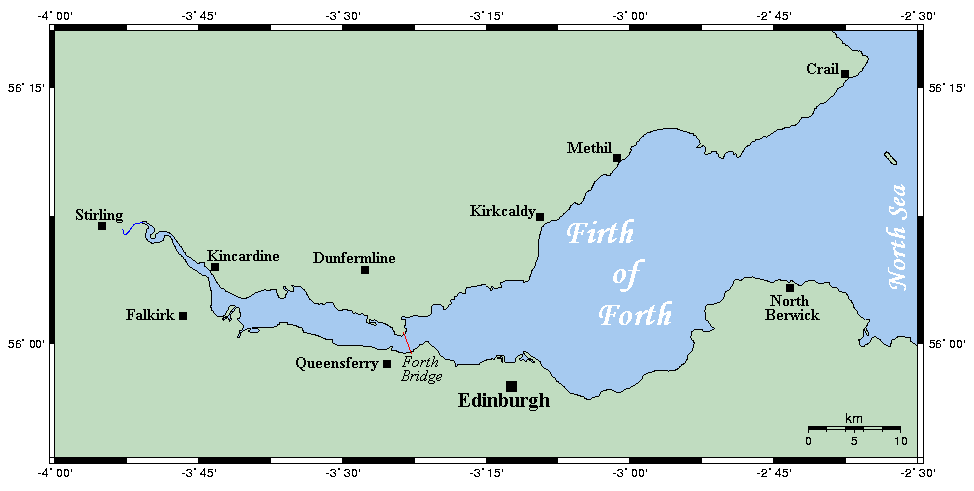
Harta Firth of Forth

| - Aberdour - Anstruther - Buckhaven - Burntisland - Cellardyke - Crail - Dalgety Bay - Dysart | - Earlsferry - East Wemyss - Elie - Inverkeithing - Kincardine - Kinghorn - Kirkcaldy | - Leven - Lower Largo - Methil - North Queensferry - Pittenweem - Rosyth - St. Monans |

### Malul de sud
| - Aberlady - Blackness - Bo'ness - Cockenzie - Cramond - Dunbar - Edinburgh - Grangemouth - Gullane | - Leith - Musselburgh - North Berwick - Port Edgar - Portobello - Port Seton - Prestonpans - South Queensferry |